# Hospital Interdisciplinario Psicoasistencial José Tiburcio Borda

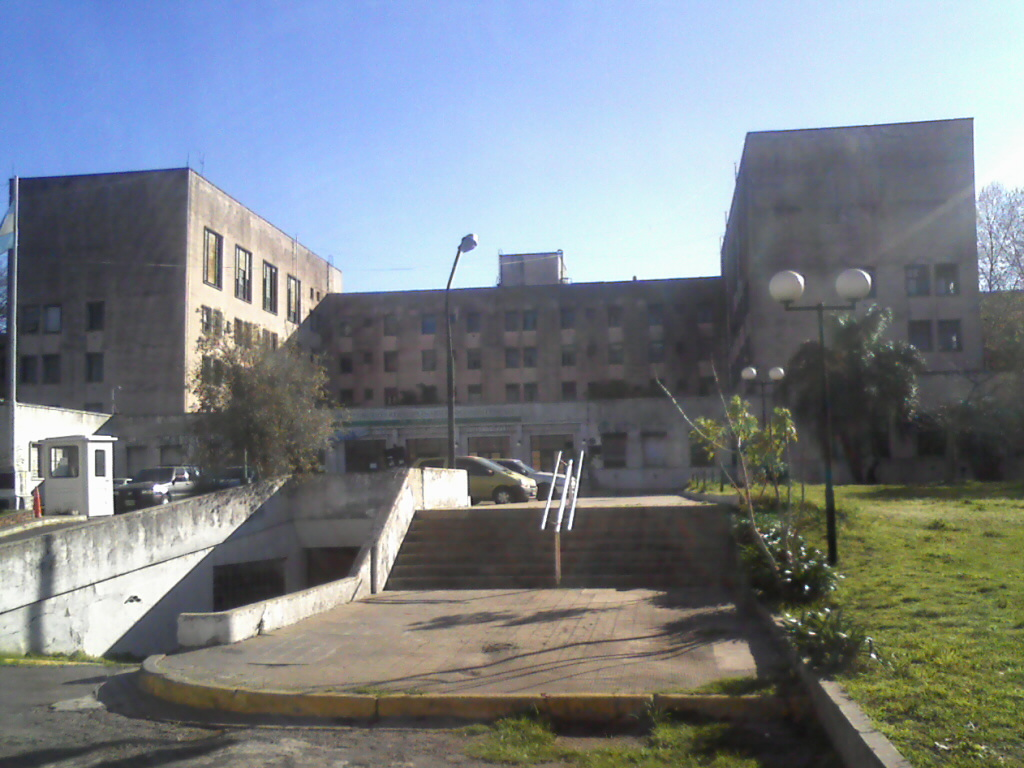
Hospital Borda en 2012

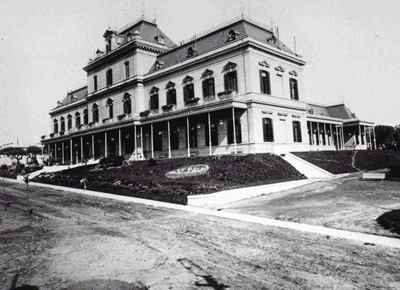
Antiguo pabellón de clinoterapia, hacia 1910.

 El Hospital Interdisciplinario Psicoasistencial José Tiburcio Borda es un hospital psiquiátrico de la Ciudad de Buenos Aires, que ha sido una de las principales instituciones dedicadas a la salud mental en la República Argentina, así como un importante centro de investigaciones en neurobiología, psicopatología y relaciones psiquismo-cerebro. Junto con el contiguo Hospital Braulio Aurelio Moyano, es la sede central de la escuela neurobiológica argentino-germana, crecida al abrigo del psiquiatra alemán Christofredo Jakob, que inauguraría allí dentro el Laboratorio de Clínica Psiquiátrica.

## Historia
Fue fundado el 11 de noviembre de 1863 con el nombre de Hospicio de San Buenaventura, y rebautizado Hospicio de las Mercedes el 8 de mayo de 1888. 
En la década de 1950, de la mano del doctor Ramón Carrillo, se realizaron importantes innovaciones en los actuales hospitales Borda y Moyano. El ministro Carrillo propuso designar como “enfermos mentales” a quienes hasta ese momento se nombraba como “alienados”, a fin de que se los trate como “a cualquier otro enfermo”. Inició una reorganización de los establecimientos de internación para que los pacientes estuvieran más cerca de sus comunidades y familias a fin de evitar la cronificación, propuso su internación en hospitales generales y planeó una asistencia temprana en los Centros de Psiquiatría Preventiva, considerados órganos técnicos de profilaxis de las enfermedades mentales y espacio de tratamientos ambulatorios. Durante ese período la importancia dada por el gobierno peronista a los desarrollos científicos incluyó a la psicología. Se realizó el primer congreso argentino de esa disciplina en 1954 y se creó la primera carrera de psicología universitaria, dictada en un principio dentro del Hospital Borda.
Entre 1905 y 1993, el hospital dependió de la administración nacional, llevando sucesivamente los nombres de Hospital Nacional Neuropsiquiátrico de Hombres (desde 1949) y Hospital Nacional José T. Borda (desde 1967), este último en honor al psiquiatra José Tiburcio Borda, en su momento titular de la cátedra de Psiquiatría en la Universidad de Buenos Aires. Desde 1993 está asociado a la Facultad de Medicina de la Universidad de Buenos Aires. Con un pico poblacional de casi 6000 internos a fines de la Primera Guerra Mundial, hoy aloja alrededor de 1400 personas y atiende ambulatoriamente a varios miles más; desde 1931 cuenta con consultorios externos de psiquiatría y neurología a instancias de la Liga Argentina de Higiene Mental.
Entre las instalaciones del hospital se cuenta la emisora de LT22 Radio La Colifata, gestionada por los propios internos y sin apoyo institucional; además funcionan diversos dispositivos con la clara idea de resaltar que quienes allí viven son sujetos de derecho y por lo tanto deben ser garantizados sus derechos, destacando su identidad e individualidad. Entre ellos se encuentran: Pan del Borda, Cooperanza y el Frente de Artistas del Borda (FAB - ). En el sector declarado Monumento Histórico Nacional funcionan, entre otras unidades, el Centro de Investigaciones Neurobiológicas del Ministerio de Salud, uno homónimo del mismo hospital, y un laboratorio de investigaciones especializadas en electroneurobiologia, todos integrantes de la mencionada tradición científica.
En 2010 el Congreso Nacional aprobó la Ley de Protección de la Salud Mental, para que se adapten a niveles fijados en normas internacionales de salud todos los hospitales psiquiátricos del país, y se prohíbe la creación de nuevas instalaciones de ese tipo a la vez que promueve el tratamiento de los pacientes con desórdenes mentales vía externación y en subdivisiones psiquiátricas de Hospitales Públicos Generales. En este marco legal, y teniendo en cuenta las necesidades especiales de las personas con sufrimientos psíquicos que forman parte de la población del Hospital José T. Borda, se fundó al Centro Cultural del Hospital Borda bajo la dirección del Dr. Daniel Camarero, médico psiquiatra y Jefe de Servicio N° 12 en el Pabellón siglo XXI. El Centro Cultural Borda ha recibido un premio de la Legislatura de la Ciudad Autónoma de Buenos Aires, la cual declaró de interés cultural las actividades que realiza el Centro Cultural Borda mediante la declaración N.º 364/2011. De este modo, el Centro Cultural Borda se ha convertido en un espacio en el que se promueve la rehabilitación y reinserción social, así como el intercambio sociocultural y la puesta en marcha de campañas de concientización a la comunidad respecto al abordaje en salud mental. Actualmente, el Centro Cultural Borda cuenta con una Dirección de Docencia en Psiquiatría Comunitaria, Psicología y Acompañamiento Terapéutico a cargo de su fundador Daniel Camarero, Tomás van Konynenburg (psicólogo), Pía Roldán Viesti (abogada y psicóloga) y un grupo de voluntarios que colaboran diariamente con el Centro Cultural.   
El 26 de abril de 2013, cuando operarios contratados por el Ministerio de Desarrollo Urbano de la Ciudad de Buenos Aires trataron de vallar y demoler un antiguo taller, custodiados por efectivos de la Policía Metropolitana, militantes del gremio ATE, que se oponían a la mudanza y la demolición fueron reprimidos. Hubo denuncias cruzadas en las cuales Mauricio Macri, María Eugenia Vidal y Horacio Rodríguez Larreta, fueron sobreseídos y tres empleados del hospital fueron procesados por "atentado y resistencia a la autoridad".